# Фрутдејл (Орегон)
Фрутдејл (енгл. Fruitdale) насељено је место без административног статуса у америчкој савезној држави Орегон.

## Демографија
По попису из 2010. године број становника је 1.177.
| Група             | 2000.    | 2010.         |
| Белци             | 0 (0,0%) | 1.038 (88,2%) |
| Афроамериканци    | 0 (0,0%) | 1 (0,1%)      |
| Азијати           | 0 (0,0%) | 4 (0,3%)      |
| Хиспаноамериканци | 0 (0,0%) | 84 (7,1%)     |
| Укупно            | 0        | 1.177         |